# Brunstorps gård
Brunstorps gård är en gård strax norr om Huskvarna i Jönköpings kommun med anor från medeltiden. Brunstorp köptes av Linköpingsbiskopen Nils Markusson under andra hälften av 1300-talet och drogs in till staten på 1500-talet. I början av 1600-talet kom den i privat ägo. Nuvarande gårdsbyggnader har anor sedan 1700-talet. År 1953 förvärvade dåvarande Huskvarna stad gården. 
Brunstorps gård ligger i det 1972 inrättade Huskvarnabergens naturreservat, mellan Brunstorpsberget och gamla E4 i norra delen av Huskvarna. Gården har ett skyddat läge mellan Vättern och berget och området hänförs till klimatzon II. Det ligger 40-50 meter högre än Vättern, som i sin tur ligger 89 meter över havet.
Plantering av fruktträd påbörjades 1979, med Jönköpings kommun som huvudman. I Brunstorps klonarkiv i fruktträdgården finns omkring 220 sorter, flest äpplen men även päron, plommon och körsbär. Klonarkivet är ett av de största i Sverige och har ansvar för 53 mandatsorter, med tonvikt på lokalsorter från Småland och angränsande delar av Östergötland och Västergötland. Bland bevarade sorter märks Backatorpsäpple och Nystorpsäpple. Insamlingsarbetet föregicks av ett omfattande inventerings- och urvalsarbete, för vilket trädgårdskonsulent Gunnar Bergfeldt svarade, på uppdrag av dåvarande Nordiska genbankens svenska arbetsgrupp för frukt och bär.
År 2001 fick trädgårdsarkitekten Peter Gaunitz (1953–2012) i uppdrag att anlägga rabatter runt den stora dammen. Innergården, med terrasser, var klara 2008.
Nedanför Brunstorps gård mot Vättern anlades i slutet av 1300-talet Varpa skans, som var anknutet till Rumlaborg och som försvarade Östra Holavedsvägen.